# Esther von Kirchbach
Esther Dorothea von Kirchbach, geborene von Carlowitz, (* 26. Mai 1894 in Berlin; † 19. Februar 1946 in Freiberg) war eine deutsche Publizistin, Dichterin, Seelsorgerin, Eheberaterin, Kunstförderin sowie Pfarrfrau der Bekennenden Kirche.

## Leben und Wirken
Esther von Kirchbach war das älteste von vier Kindern des sächsischen Offiziers und späteren Kriegsministers Adolph von Carlowitz. Kurz vor dem Abitur heiratete sie in erster Ehe am 1. August 1914 in Hosterwitz Graf Georg zu Münster-Langelage Freiherr von Oer, der am 2. April 1916, zwei Jahre nach Kriegsbeginn, einer bereits am 31. März 1915 in Frankreich erlittenen Kriegsverletzung erlag. Als junge Witwe mit einem Kind holte Esther von Oer den Schulabschluss nach und studierte alleinerziehend Mathematik, Germanistik, Philosophie und Geschichte in Marburg und Leipzig.
Im Jahr 1921 heiratete sie den verwitweten Major a. D. Arndt von Kirchbach mit zwei Kindern (darunter der spätere Pfarrer Reinhard von Kirchbach), der nach dem Tode seiner ersten Frau Evangelische Theologie studierte. Esther von Kirchbach gebar in dieser Ehe noch sechs weitere Kinder. Arndt von Kirchbach arbeitete ab 1924 als Vereinspfarrer für Innere Mission in Dresden, als Domprediger der Sophienkirche und schließlich ab 1936 als Superintendent in Freiberg.
1921 schloss sich Esther von Kirchbach der sich entfaltenden Una Sancta, einer Vorläuferin der heutigen ökumenischen Bewegung, an und gehörte zum Kreis, der sich um die Zeitschrift Eckart gebildet hatte. In christlichen Publikationen wie Jugendweg, Werk und Feier, Zeitwende und Die Furche erschienen ihre Artikel. Sie beantwortete Leserbriefe und nahm Buchbesprechungen vor. In ihren Aufsätzen und Vorträgen diskutierte sie religiöse Fragen und thematisierte die Stellung der Frau in verschiedenen Lebensbereichen. Auch gab es 1927 die erste Herausgabe der Zeitschrift Werden, an der Esther von Kirchbach engagiert mitwirkte. Sie entfaltete eine umfangreiche schriftstellerische Tätigkeit, deren Themen vor allem die Stellung der Frau in Ehe, Familie und Beruf und deren Vereinbarkeit behandelten. Um 1927 baute sie in Dresden eine Eheberatung am evangelischen Kunstdienst in Dresden auf und wirkte in Berlin bei der Ausgestaltung der evangelischen weiblichen Jugendarbeit mit.
Im Jahr 1930 leitete sie den Pfarrfrauenkreis des Bundes für eine lebendige Volkskirche in Dresden. Ab 1933 kämpfte sie gegen die nationalsozialistische Gleichschaltungspolitik der Kirchen und übernahm wiederum die Betreuung der evangelischen Pfarrfrauen der Bekennenden Kirche in Dresden. Nach der Machtergreifung Adolf Hitlers wurde ihr Ehemann ebenfalls zu einem der führenden Vertreter der Bekennenden Kirche im Kampf gegen die nationalsozialistischen Bestrebungen zur Gleichschaltung der evangelischen Kirche in Sachsen. Dabei unterstützte ihn Esther von Kirchbach. Während er von 1939 bis zum Kriegsende als Wehrmachtspfarrer an der Front war, hielt sie in Freiberg die Gemeindearbeit aufrecht.

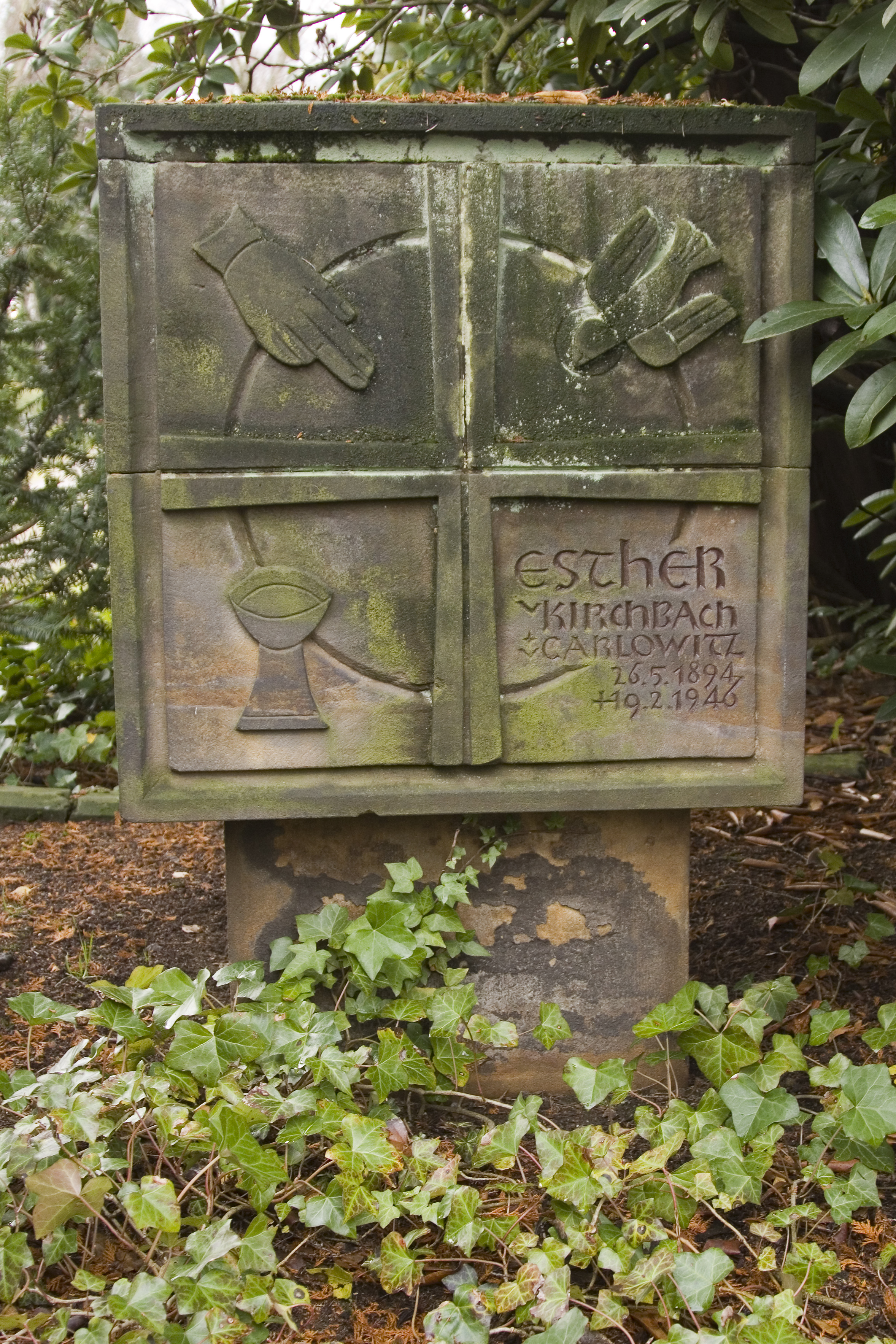
Ihr Grab in Freiberg

Esther von Kirchbach wurde 1934 als deutsche Delegierte zum internationalen Frauenkongress in Budapest entsandt. Von 1935 bis 1939 widmete sie sich mehr ihrer publizistischen Seite. So entstanden Bücher, Aufsätze und kleinere Schriften. Im letzten Jahr des Zweiten Weltkrieges, 1945, berief man sie als einzige Frau in den Beirat des sächsischen Landeskirchenamtes. Sie engagierte sich aktiv für die Flüchtlings- und Kriegsopferhilfe und nahm unter anderem Flüchtlinge in ihr Pfarrhaus in Freiberg auf. Im Februar 1946 starb Esther von Kirchbach im Alter von 51 Jahren nach einer Operation an einer Embolie. Beerdigt wurde sie auf dem Donatsfriedhof in Freiberg.

## Würdigung
Im sächsischen Freiberg, ihrem letzten Wirkungsort, tragen ein Frauenhaus und ein 1991 gegründeter Verein zur Förderung der Frauenarbeit ihren Namen. Er führt die Arbeit im Sinne Esther von Kirchbachs fort und engagiert sich gemeinnützig.
Zur Ehrung Esther von Kirchbachs als einer der führenden Vertreterinnen der deutschen Frauenbewegung vor dem Zweiten Weltkrieg wurde ein Postwertzeichen herausgegeben. Damit wird ihrem vielfältigen Engagement und tiefen christlichen Glauben Rechnung getragen. Auch als Mutter von acht Kindern machte sie sich verdient, zumal ihr Einsatz in erster Linie der Verbesserung der Stellung der Frau in Gesellschaft und Familie galt. Innerhalb der evangelischen Kirche in Sachsen wirkte sie an vorderster Stelle in der Jugend- und Frauenarbeit mit. Die herausgegebene 1,44-Euro-Sonder-Briefmarke erschien daher auch in der Dauermarkenserie Frauen der deutschen Geschichte im Dezember 2002.